# Stefán Karl Stefánson
Stefán Karl Stefánson (10. července 1975 – 21. srpna 2018) byl herec a zpěvák Islandského původu známý především díky roli Robbieho Rottena v dětském seriále LazyTown.

## Kariéra
Kariéra Stefána Karla Stefánsona začala v roce 1994, kdy pracoval jako loutkář pro televizi.
Později ho Magnus Schevinge pozval, aby ztvárnil jednu z postav v druhé hře LazyTown. Scheving vytvořil hry kvůli jeho obavám z mladší generace Islandu, která postrádala dostatečné fyzické cvičení. Stefán Karl vysvětlil, že "[Scheving] chtěl, aby děti byly zdravější, a tak vytvořil muzikál LazyTown. Po počátečním úspěchu s muzikálem se Nickelodeon nakonec dohodl s tvůrci LazyTownu, aby vysílal prvních 40 epizod spolu se speciálním studiem postaveným na Islandu. Během prvních let počátkem roku 2000, Stefán Karl zpočátku neuměl anglicky.

## Nemoc a smrt
Stefán Karl oznámil v říjnu 2016, že byl diagnostikován s cholangiokarcinomem. Následně byla vytvořena kampaň GoFundMe, spisovatelem LazyTownu Markem Valentimem, aby zaplatil své životní náklady, když se stal příliš nemocným k práci. Kampaň byla popularizována různými uživateli služby YouTube, kteří nahráli parodie díla Stefana Karla, což vedlo k tomu, že se skladby "We are Number One" a "The Mine Song" z LazyTownu stávají internetovým memem. V srpnu 2017 uvedl Stefán Karl, že je v remisi. Na své kampani GoFundMe objasnil, že zatímco jeho metastázy byly odstraněny po úspěšné operaci jater v červnu 2017, byl stále nemocen a odmítl další adjuvantní terapii.
V březnu 2018 byl Stefán Karl diagnostikován s neoperovatelným cholangiokarcinomem a uvedl, že podstupuje chemoterapii k prodloužení života. V dubnu 2018 oznámil, že se osobně rozhodl přerušit chemoterapii a ukončil všechny své účty na sociálních sítích.
Zemřel 21. srpna 2018 ve věku 43 let. Jeho žena uvedla, že "podle přání Stefána nebude žádný pohřeb".